# 2,2,4-Trimethyl-1,3-pentandiolmonoisobutyrat
2,2,4-Trimethyl-1,3-pentandiolmonoisobutyrat ist eine Mischung mehrerer chemischer Verbindungen aus der Gruppe der Esteralkohole. Sie ist außerdem ein Ester der Isobuttersäure.
Das Stoffgemisch wurde 1961 von Eastman Chemical unter dem Markennamen „Texanol“ auf den Markt gebracht.

## Gewinnung und Darstellung
2,2,4-Trimethyl-1,3-pentandiolmonoisobutyrat kann ausgehend von Isobutanal dargestellt werden.

### Strukturisomerie und Stereoisomere
Da Texanol ein Monoester von racemischem 2,2,4-Trimethyl-1,3-pentandiol mit Isobuttersäure ist, enthält es abgesehen von kleineren Verunreinigungen (2,2,4-Trimethyl-1,3-pentandiol und dessen Diisobuttersäureester) insgesamt vier verschiedene Ester. Der (RS)-(±)-Ester [1:1-Gemisch von zwei Stoffen, dem (R)-Enantiomer und dem (S)-Enantiomer] – wird erhalten durch Veresterung der primären Hydroxygruppe des Diols:

(R)-Enantiomer
(S)-Enantiomer

Weiterhin entsteht ein zweiter (RS)-(±)-Ester [1:1-Gemisch von zwei Stoffen, dem (R)-Enantiomer und (S)-Enantiomer] – erhalten durch Veresterung der sekundären Hydroxygruppe des Diols:

(R)-Enantiomer
(S)-Enantiomer

## Verwendung
2,2,4-Trimethyl-1,3-pentandiolmonoisobutyrat wird als Koaleszenzmittel (Filmbildehilfsmittel) für Latexfarben verwendet. Die jährliche Produktionsmenge lag im Jahr 1995 bei knapp 100.000 t.